# Wieczór ze starym misiem
Wieczór ze starym misiem (ang. Old Bear Stories) – brytyjski serial animowany. 
39-odcinkowy serial emitowany dawniej w Wieczorynce w TVP 1.

## Wersja polska
Wersja polska: Telewizyjne Studia Dźwięku w Warszawie
Reżyseria: Dorota Kawęcka
Dialogi: Hanna Bielawska-Adamik
Tłumaczenie: Agnieszka Stelmaszyńska
Dźwięk: Wiesław Jurgała
Montaż: Danuta Rajewska
Tekst piosenki: Andrzej Brzeski
Opracowanie muzyczne: Mirosław Janowski
Kierownictwo produkcji: Mika Garczyńska
Śpiew: Stefan Każuro
Narracja: Krzysztof Kołbasiuk

## Spis odcinków
| N/o               | Polski tytuł        | Angielski tytuł                    |
| ----------------- | ------------------- | ---------------------------------- |
|                   |                     |                                    |
| SERIA PIERWSZA    |                     |                                    |
|                   |                     |                                    |
| 01                |                     | Old Bear                           |
|                   |                     |                                    |
| 02                |                     | Little Bear Lost                   |
|                   |                     |                                    |
| 03                |                     | There Were Five In a Bed           |
|                   |                     |                                    |
| 04                |                     | Jolly Tall                         |
|                   |                     |                                    |
| 05                |                     | Little Bear's Trousers             |
|                   |                     |                                    |
| 06                |                     | The Circus                         |
|                   |                     |                                    |
| 07                |                     | The Rainy Day                      |
|                   |                     |                                    |
| 08                |                     | The Fancy Dress Parade             |
|                   |                     |                                    |
| 09                |                     | Little Bear's Big Race             |
|                   |                     |                                    |
| 10                |                     | The Apple Tree                     |
|                   |                     |                                    |
| 11                |                     | The Winter Picnic                  |
|                   |                     |                                    |
| 12                |                     | Jolly Snow                         |
|                   |                     |                                    |
| 13                |                     | The Doll's House Christmas         |
|                   |                     |                                    |
| ODCINEK SPECJALNY |                     |                                    |
|                   |                     |                                    |
| S1                |                     | The Perfect Presents               |
|                   |                     |                                    |
| SERIA DRUGA       |                     |                                    |
|                   |                     |                                    |
| 14                |                     | Ruff                               |
|                   |                     |                                    |
| 15                |                     | The Boat Race                      |
|                   |                     |                                    |
| 16                |                     | Spring Clean                       |
|                   |                     |                                    |
| 17                |                     | Ruff Follows His Nose              |
|                   |                     |                                    |
| 18                |                     | Jigsaw                             |
|                   |                     |                                    |
| 19                |                     | Hoot                               |
|                   |                     |                                    |
| 20                |                     | Hot and Spotty                     |
|                   |                     |                                    |
| 21                |                     | The Play                           |
|                   |                     |                                    |
| 22                |                     | Market Day                         |
|                   |                     |                                    |
| 23                |                     | The Birthday Band                  |
|                   |                     |                                    |
| 24                |                     | Little Bear's Book                 |
|                   |                     |                                    |
| 25                |                     | Old Bear's Chair                   |
|                   |                     |                                    |
| 26                |                     | The Car                            |
|                   |                     |                                    |
| SERIA TRZECIA     |                     |                                    |
|                   |                     |                                    |
| 27                |                     | Hoot and the Mystery Eggs          |
|                   |                     |                                    |
| 28                |                     | The Clock                          |
|                   |                     |                                    |
| 29                |                     | The Castle                         |
|                   |                     |                                    |
| 30                |                     | The Colour Chase                   |
|                   |                     |                                    |
| 31                |                     | Little Bear's Snowmen              |
|                   |                     |                                    |
| 32                |                     | The Painting                       |
|                   |                     |                                    |
| 33                |                     | Duck Tries to Fly                  |
|                   |                     |                                    |
| 34                |                     | The Jolly Dragon                   |
|                   |                     |                                    |
| 35                |                     | Rabbit and the Cousin              |
|                   |                     |                                    |
| 36                |                     | Little Bear's Cold Day             |
|                   |                     |                                    |
| 37                |                     | Ruff and the Big Wheel             |
|                   |                     |                                    |
| 38                |                     | The Birthday Camp                  |
|                   |                     |                                    |
| 39                |                     | The Treasure Hunt                  |
|                   |                     |                                    |
| ODCINEK SPECJALNY |                     |                                    |
|                   |                     |                                    |
| S2                | Mały miś i gwiazdka | Little Bear and the Christmas Star |
|                   |                     |                                    |